# Torture Tactics
Torture Tactics è un EP del gruppo thrash metal Vio-lence, pubblicato nel 1991 dalla Megaforce Records, contiene una song esclusa dal precedente disco per il testo definito oltraggioso, "Torture Tactics", un live del classico "Officer Nice", e due altre canzoni registrate ed intitolate "Gutterslut" e "Dicks Of Death" (con chiari riferimenti sessuali il testo di quest'ultima).
Venne pubblicato questo EP, a quanto pare, per chiudere il contratto che l'etichetta aveva in atto con i Vio-lence, visti i contrasti dovuti ad alcuni testi e visti gli introiti che non soddisfacevano i dirigenti della Megaforce.
In tempi recenti il mini cd è stato ristampato insieme all'album Oppressing the Masses.

## Tracce
1. Torture Tactics
2. Officer Nice (live)
3. Gutteslut
4. Dicks Of Death

## Formazione
- Sean Killian - voce
- Phil Demmel - chitarra
- Robb Flynn - chitarra
- Dean Dell - basso
- Perry Strickland - batteria